# Élections municipales de 2020 dans le Cher
Des élections municipales dans le Cher étaient prévues les 15 et 22 mars 2020. Comme dans le reste de la France, le report du second tour est annoncé en pleine crise sanitaire liée à la pandémie de la covid-19. Par un décret du 27 mai 2020, le second tour est fixé au 28 juin 2020.

## Maires sortants et maires élus
Contrairement au scrutin précédent, plusieurs changements sont à noter avec ce renouvellement. La gauche reprend ainsi Bourges pour la première fois depuis 1995, mais doit céder Saint-Florent-sur-Cher à une candidate divers droite. 
| Commune                 | Population | Maire sortant            | Parti | Parti | Maire élu                | Parti | Parti |
| ----------------------- | ---------- | ------------------------ | ----- | ----- | ------------------------ | ----- | ----- |
| Argent-sur-Sauldre      | 2 102      | Denis Mardesson          |       | DVD   | Pierre Loeper            |       | DVD   |
| Aubigny-sur-Nère        | 5 488      | Laurence Renier          |       | LR    | Laurence Renier          |       | LR    |
| Avord                   | 2 613      | Pierre-Étienne Goffinet  |       | LR    | Alain Blanchard          |       | DVD   |
| Bourges                 | 64 551     | Pascal Blanc             |       | MR    | Yann Galut               |       | PS    |
| Dun-sur-Auron           | 3 844      | Louis Cosyns             |       | LR    | Louis Cosyns             |       | LR    |
| Foëcy                   | 2 085      | Patrick Tournant         |       | PCF   | Laure Grenier-Rignoux    |       | PCF   |
| La Chapelle-Saint-Ursin | 3 542      | Yvon Beuchon             |       | DVG   | Yvon Beuchon             |       | DVG   |
| La Guerche-sur-l'Aubois | 3 274      | Pierre Ducastel          |       | DVD   | Pierre Ducastel          |       | DVD   |
| Mehun-sur-Yèvre         | 6 562      | Jean-Louis Salak         |       | LR    | Jean-Louis Salak         |       | LR    |
| Méreau                  | 2 610      | Alain Mornay             |       | DIV   | Alain Mornay             |       | DIV   |
| Saint-Amand-Montrond    | 9 437      | Thierry Vinçon           |       | LR    | Emmanuel Riotte          |       | LR    |
| Saint-Doulchard         | 9 505      | Daniel Bézard            |       | DVD   | Richard Boudet           |       | DVD   |
| Saint-Florent-sur-Cher  | 6 537      | Roger Jacquet            |       | PCF   | Nicole Progin            |       | DVD   |
| Saint-Germain-du-Puy    | 5 085      | Marie-Christine Baudouin |       | PCF   | Marie-Christine Baudouin |       | PCF   |
| Saint-Martin-d'Auxigny  | 2 397      | Fabrice Chollet          |       | DVD   | Fabrice Chollet          |       | DVD   |
| Sancoins                | 3 080      | Pierre Guiblin           |       | PS    | Pierre Guiblin           |       | PS    |
| Trouy                   | 3 959      | Gérard Santosuosso       |       | PRG   | Franck Breteau           |       | DVG   |
| Vierzon                 | 25 903     | Nicolas Sansu            |       | PCF   | Nicolas Sansu            |       | PCF   |
| Vignoux-sur-Barangeon   | 2 119      | Philippe Bulteau         |       | DIV   | Philippe Bulteau         |       | DIV   |

### Résultats en nombre de maires
| Partis       | Partis                    | Maires sortants | Maires élus | Évolution       |
| ------------ | ------------------------- | --------------- | ----------- | --------------- |
|              | Parti communiste français | 4               | 3           | en diminution   |
|              | Parti socialiste          | 0               | 1           | en augmentation |
|              | Divers gauche             | 3               | 3           | en stagnation   |
|              | Parti radical de gauche   | 1               | 0           | en diminution   |
| Total gauche | Total gauche              | 8               | 7           | en diminution   |
|              | Divers droite             | 6               | 7           | en augmentation |
|              | Les Républicains          | 2               | 1           | en diminution   |
| Total droite | Total droite              | 8               | 8           | en stagnation   |
|              | Mouvement radical         | 1               | 0           | en diminution   |
| Total centre | Total centre              | 1               | 0           | en diminution   |
|              | Sans étiquette            | 2               | 4           | en augmentation |
| Total        | Total                     | 19              | 19          | en stagnation   |

## Résultats dans les communes de plus de2 000 habitants

### Argent-sur-Sauldre
- Maire sortant : Denis Mardesson (DVD), ne se représente pas
- 19 sièges à pourvoir au conseil municipal (population légale 2017 : 2 102 habitants)
- 5 sièges à pourvoir au conseil communautaire (CC Sauldre et Sologne)

|                                            | Pierre Loeper            | SE                       | 454   | 54,89 | 15 | 4 |  |  |
| Avec vous, continuons à faire vivre Argent |                          |                          | 454   | 54,89 | 15 | 4 |  |  |
|                                            | Pascal Vilain            | DVD                      | 373   | 45,10 | 4  | 1 |  |  |
| Bien vivre ensemble                        |                          |                          | 373   | 45,10 | 4  | 1 |  |  |
|                                            |                          |                          |       |       |    |   |  |  |
| Votes valides                              | Votes valides            | Votes valides            | 827   | 95,83 |    |   |  |  |
| Votes blancs                               | Votes blancs             | Votes blancs             | 18    | 2,09  |    |   |  |  |
| Votes nuls                                 | Votes nuls               | Votes nuls               | 18    | 2,09  |    |   |  |  |
| Total                                      | Total                    | Total                    | 863   | 100   | 19 | 5 |  |  |
| Abstention                                 | Abstention               | Abstention               | 849   | 49,59 |    |   |  |  |
| Inscrits / participation                   | Inscrits / participation | Inscrits / participation | 1 712 | 50,41 |    |   |  |  |

### Aubigny-sur-Nère
- Maire sortante : Laurence Renier (DVD)
- 29 sièges à pourvoir au conseil municipal (population légale 2017 : 5 488 habitants)
- 12 sièges à pourvoir au conseil communautaire (CC Sauldre et Sologne)

|                       | Laurence Renier | DVD         | 1 592 | 74,18  | 26 | 11 |  |  |
| Ensemble pour Aubigny |                 |             | 1 592 | 74,18  | 26 | 11 |  |  |
|                       | Déborah Veillat | SE-DVD      | 554   | 25,81  | 3  | 1  |  |  |
| Aubigny 2020          |                 |             | 554   | 25,81  | 3  | 1  |  |  |
|                       |                 |             |       |        |    |    |  |  |
| Inscrits              | Inscrits        | Inscrits    | 4 204 | 100,00 |    |    |  |  |
| Abstentions           | Abstentions     | Abstentions | 1 978 | 47,05  |    |    |  |  |
| Votants               | Votants         | Votants     | 2 226 | 52,95  |    |    |  |  |
| Blancs                | Blancs          | Blancs      | 29    | 1,30   |    |    |  |  |
| Nuls                  | Nuls            | Nuls        | 51    | 2,29   |    |    |  |  |
| Exprimés              | Exprimés        | Exprimés    | 2 146 | 96,41  |    |    |  |  |

### Avord
- Maire sortant : Pierre-Étienne Goffinet (LR), ne se représente pas
- 23 sièges à pourvoir au conseil municipal (population légale 2017 : 2 613 habitants)
- 8 sièges à pourvoir au conseil communautaire (CC La Septaine)

|                                     | Alain Blanchard | SE          | 467   | 62,26  | 19 | 7 |  |  |
| Ensemble pour un avenir responsable |                 |             | 467   | 62,26  | 19 | 7 |  |  |
|                                     | Alain Gleizes   | SE          | 283   | 37,73  | 4  | 1 |  |  |
| Avord, un nouvel élan pour vous     |                 |             | 283   | 37,73  | 4  | 1 |  |  |
|                                     |                 |             |       |        |    |   |  |  |
| Inscrits                            | Inscrits        | Inscrits    | 1 515 | 100,00 |    |   |  |  |
| Abstentions                         | Abstentions     | Abstentions | 733   | 48,38  |    |   |  |  |
| Votants                             | Votants         | Votants     | 782   | 51,62  |    |   |  |  |
| Blancs                              | Blancs          | Blancs      | 12    | 1,53   |    |   |  |  |
| Nuls                                | Nuls            | Nuls        | 20    | 2,56   |    |   |  |  |
| Exprimés                            | Exprimés        | Exprimés    | 750   | 95,91  |    |   |  |  |

### Bourges
- Maire sortant : Pascal Blanc (MR)
- 49 sièges à pourvoir au conseil municipal (population légale 2017 : 64 551 habitants)
- 35 sièges à pourvoir au conseil communautaire (CA Bourges Plus)

| Tête de liste                                            | Tête de liste            | Liste                       | Premier tour | Premier tour | Second tour | Second tour | Sièges | Sièges |
| Tête de liste                                            | Tête de liste            | Liste                       | Voix         | %            | Voix        | %           | CM     | CC     |
| -------------------------------------------------------- | ------------------------ | --------------------------- | ------------ | ------------ | ----------- | ----------- | ------ | ------ |
|                                                          | Yann Galut               | DVG-PS-EÉLV-PCF-LFI-GRS-G.s | 4 570        | 32,42        | 8469        | 54,95       | 38     | 27     |
| Bourges pour toutes et tous                              |                          |                             | 4 570        | 32,42        | 8469        | 54,95       | 38     | 27     |
|                                                          | Philippe Mousny          | LR                          | 3 418        | 24,24        | 6943        | 45,04       | 11     | 8      |
| Un pacte pour Bourges                                    |                          |                             | 3 418        | 24,24        | 6943        | 45,04       | 11     | 8      |
|                                                          | Pascal Blanc             | MR-LREM-MoDem-UDI-Agir-SL   | 3 418        | 24,24        | 6943        | 45,04       | 11     | 8      |
| Passionnément Bourges                                    |                          |                             | 3 418        | 24,24        | 6943        | 45,04       | 11     | 8      |
|                                                          | Irène Félix              | DVG (ex-PS)                 | 2 443        | 17,33        |             |             |        |        |
| Avec Irène Félix, notre parti c'est Bourges              |                          |                             | 2 443        | 17,33        |             |             |        |        |
|                                                          | Colette Cordat           | LO                          | 246          | 1,74         |             |             |        |        |
| Lutte ouvrière - Faire entendre le camp des travailleurs |                          |                             | 246          | 1,74         |             |             |        |        |
|                                                          |                          |                             |              |              |             |             |        |        |
| Votes valides                                            | Votes valides            | Votes valides               | 14 095       | 96,61        |             |             |        |        |
| Votes blancs                                             | Votes blancs             | Votes blancs                | 494          | 3,39         |             |             |        |        |
| Votes nuls                                               | Votes nuls               | Votes nuls                  | 0            | 0,00         |             |             |        |        |
| Total                                                    | Total                    | Total                       | 14 589       | 100          |             | 100         | 49     | 35     |
| Abstention                                               | Abstention               | Abstention                  | 29 151       | 66,65        |             |             |        |        |
| Inscrits / participation                                 | Inscrits / participation | Inscrits / participation    | 43 740       | 33,35        |             |             |        |        |

### Dun-sur-Auron
- Maire sortant : Louis Cosyns (LR)
- 27 sièges à pourvoir au conseil municipal (population légale 2017 : 3 844 habitants)
- 14 sièges à pourvoir au conseil communautaire (CC Le Dunois)

|                          | Louis Cosyns       | LR          | 968   | 73,89  | 24 | 12 |  |  |
| Agir avec responsabilité |                    |             | 968   | 73,89  | 24 | 12 |  |  |
|                          | Jean-Claude Marais | DVG         | 342   | 26,10  | 3  | 2  |  |  |
| Dun notre bien commun    |                    |             | 342   | 26,10  | 3  | 2  |  |  |
|                          |                    |             |       |        |    |    |  |  |
| Inscrits                 | Inscrits           | Inscrits    | 2 867 | 100,00 |    |    |  |  |
| Abstentions              | Abstentions        | Abstentions | 1 476 | 51,48  |    |    |  |  |
| Votants                  | Votants            | Votants     | 1 391 | 48,52  |    |    |  |  |
| Blancs                   | Blancs             | Blancs      | 49    | 3,52   |    |    |  |  |
| Nuls                     | Nuls               | Nuls        | 32    | 2,30   |    |    |  |  |
| Exprimés                 | Exprimés           | Exprimés    | 1 310 | 94,18  |    |    |  |  |

### Foëcy
- Maire sortant : Patrick Tournant (PCF), ne se représente pas
- 19 sièges à pourvoir au conseil municipal (population légale 2017 : 2 085 habitants)
- 3 sièges à pourvoir au conseil communautaire (CC Vierzon-Sologne-Berry)

|                                        | Laure Grenier-Rignoux | PCF         | 580   | 100,00 | 19 | 3 |  |  |
| Union pour Foëcy - Bien vivre ensemble |                       |             | 580   | 100,00 | 19 | 3 |  |  |
|                                        |                       |             |       |        |    |   |  |  |
| Inscrits                               | Inscrits              | Inscrits    | 1 532 | 100,00 |    |   |  |  |
| Abstentions                            | Abstentions           | Abstentions | 884   | 57,70  |    |   |  |  |
| Votants                                | Votants               | Votants     | 648   | 42,30  |    |   |  |  |
| Blancs                                 | Blancs                | Blancs      | 18    | 2,78   |    |   |  |  |
| Nuls                                   | Nuls                  | Nuls        | 50    | 7,72   |    |   |  |  |
| Exprimés                               | Exprimés              | Exprimés    | 580   | 89,51  |    |   |  |  |

### La Chapelle-Saint-Ursin
- Maire sortant : Yvon Beuchon (DVG)
- 27 sièges à pourvoir au conseil municipal (population légale 2017 : 3 542 habitants)
- 2 sièges à pourvoir au conseil communautaire (CA Bourges Plus)

|                       | Yvon Beuchon | DVG         | 1 160 | 100,00 | 27 | 2 |  |  |
| Unis pour La Chapelle |              |             | 1 160 | 100,00 | 27 | 2 |  |  |
|                       |              |             |       |        |    |   |  |  |
| Inscrits              | Inscrits     | Inscrits    | 3 026 | 100,00 |    |   |  |  |
| Abstentions           | Abstentions  | Abstentions | 1 723 | 56,94  |    |   |  |  |
| Votants               | Votants      | Votants     | 1 303 | 43,06  |    |   |  |  |
| Blancs                | Blancs       | Blancs      | 43    | 3,30   |    |   |  |  |
| Nuls                  | Nuls         | Nuls        | 100   | 7,67   |    |   |  |  |
| Exprimés              | Exprimés     | Exprimés    | 1 160 | 89,03  |    |   |  |  |

### La Guerche-sur-l'Aubois
- Maire sortant : Pierre Ducastel (DVD)
- 23 sièges à pourvoir au conseil municipal (population légale 2017 : 3 274 habitants)
- 9 sièges à pourvoir au conseil communautaire (CC Portes du Berry, entre Loire et Val d'Aubois)

|                                        | Pierre Ducastel | DVD         | 562   | 51,84  | 18 | 7 |  |  |
| Ensemble, innovons pour le bien commun |                 |             | 562   | 51,84  | 18 | 7 |  |  |
|                                        | Didier Renaud   | DVD         | 293   | 27,02  | 3  | 1 |  |  |
| Du renouveau à venir                   |                 |             | 293   | 27,02  | 3  | 1 |  |  |
|                                        | Michel Perriot  | DVD         | 229   | 21,12  | 2  | 1 |  |  |
| La Guerche : réussir ensemble          |                 |             | 229   | 21,12  | 2  | 1 |  |  |
|                                        |                 |             |       |        |    |   |  |  |
| Inscrits                               | Inscrits        | Inscrits    | 2 419 | 100,00 |    |   |  |  |
| Abstentions                            | Abstentions     | Abstentions | 1 303 | 53,87  |    |   |  |  |
| Votants                                | Votants         | Votants     | 1 116 | 46,13  |    |   |  |  |
| Blancs                                 | Blancs          | Blancs      | 17    | 1,52   |    |   |  |  |
| Nuls                                   | Nuls            | Nuls        | 15    | 1,34   |    |   |  |  |
| Exprimés                               | Exprimés        | Exprimés    | 1 084 | 97,13  |    |   |  |  |

### Mehun-sur-Yèvre
- Maire sortant : Jean-Louis Salak (DVD)
- 29 sièges à pourvoir au conseil municipal (population légale 2017 : 6 562 habitants)
- 5 sièges à pourvoir au conseil communautaire (CA Bourges Plus)

|                                      | Jean-Louis Salak | DVD         | 1 245 | 66,15  | 24 | 4 |  |  |
| Agir ensemble pour un avenir durable |                  |             | 1 245 | 66,15  | 24 | 4 |  |  |
|                                      | Philippe Debroye | DVG         | 637   | 33,84  | 5  | 1 |  |  |
| Mehun-sur-Yèvre, c'est vous !        |                  |             | 637   | 33,84  | 5  | 1 |  |  |
|                                      |                  |             |       |        |    |   |  |  |
| Inscrits                             | Inscrits         | Inscrits    | 5 141 | 100,00 |    |   |  |  |
| Abstentions                          | Abstentions      | Abstentions | 3 146 | 61,19  |    |   |  |  |
| Votants                              | Votants          | Votants     | 1 995 | 38,81  |    |   |  |  |
| Blancs                               | Blancs           | Blancs      | 52    | 2,61   |    |   |  |  |
| Nuls                                 | Nuls             | Nuls        | 61    | 3,06   |    |   |  |  |
| Exprimés                             | Exprimés         | Exprimés    | 1 882 | 94,34  |    |   |  |  |

### Méreau
- Maire sortant : Alain Mornay (SE)
- 23 sièges à pourvoir au conseil municipal (population légale 2017 : 2 610 habitants)
- 9 sièges à pourvoir au conseil communautaire (CC Cœur de Berry)

|                           | Alain Mornay | SE          | 747   | 100,00 | 23 | 9 |  |  |
| Méreau, un nouvel horizon |              |             | 747   | 100,00 | 23 | 9 |  |  |
|                           |              |             |       |        |    |   |  |  |
| Inscrits                  | Inscrits     | Inscrits    | 2 140 | 100,00 |    |   |  |  |
| Abstentions               | Abstentions  | Abstentions | 1 328 | 62,06  |    |   |  |  |
| Votants                   | Votants      | Votants     | 812   | 37,94  |    |   |  |  |
| Blancs                    | Blancs       | Blancs      | 18    | 2,22   |    |   |  |  |
| Nuls                      | Nuls         | Nuls        | 47    | 5,79   |    |   |  |  |
| Exprimés                  | Exprimés     | Exprimés    | 747   | 92,00  |    |   |  |  |

### Saint-Amand-Montrond
- Maire sortant : Thierry Vinçon (DVD), ne se représente pas
- 29 sièges à pourvoir au conseil municipal (population légale 2017 : 9 437 habitants)
- 17 sièges à pourvoir au conseil communautaire (CC Cœur de France)

|                            | Emmanuel Riotte | LR-LREM-MoDem-UDI | 1 802 | 55,58  | 23 | 14 |  |  |
| En avant Saint-Amand       |                 |                   | 1 802 | 55,58  | 23 | 14 |  |  |
|                            | Marie Blasquez  | DVD               | 933   | 28,77  | 4  | 2  |  |  |
| Rassembler, agir, réussir  |                 |                   | 933   | 28,77  | 4  | 2  |  |  |
|                            | Jennifer Tixier | DVG-PS-PCF        | 507   | 15,63  | 2  | 1  |  |  |
| Renaissance citoyenne 2020 |                 |                   | 507   | 15,63  | 2  | 1  |  |  |
|                            |                 |                   |       |        |    |    |  |  |
| Inscrits                   | Inscrits        | Inscrits          | 7 317 | 100,00 |    |    |  |  |
| Abstentions                | Abstentions     | Abstentions       | 3 906 | 53,38  |    |    |  |  |
| Votants                    | Votants         | Votants           | 3 411 | 46,62  |    |    |  |  |
| Blancs                     | Blancs          | Blancs            | 69    | 2,02   |    |    |  |  |
| Nuls                       | Nuls            | Nuls              | 100   | 2,93   |    |    |  |  |
| Exprimés                   | Exprimés        | Exprimés          | 3 242 | 95,05  |    |    |  |  |

### Saint-Doulchard
- Maire sortant : Daniel Bézard (DVD), ne se représente pas
- 29 sièges à pourvoir au conseil municipal (population légale 2017 : 9 505 habitants)
- 8 sièges à pourvoir au conseil communautaire (CA Bourges Plus)

|                                               | Richard Boudet  | DVD         | 2 226 | 69,78  | 25 | 7 |  |  |
| Liste d'action pour Saint-Doulchard           |                 |             | 2 226 | 69,78  | 25 | 7 |  |  |
|                                               | Maxime Gauthier | DVG         | 964   | 30,21  | 4  | 4 |  |  |
| Ensemble, un nouvel élan pour Saint-Doulchard |                 |             | 964   | 30,21  | 4  | 4 |  |  |
|                                               |                 |             |       |        |    |   |  |  |
| Inscrits                                      | Inscrits        | Inscrits    | 7 449 | 100,00 |    |   |  |  |
| Abstentions                                   | Abstentions     | Abstentions | 4 183 | 56,16  |    |   |  |  |
| Votants                                       | Votants         | Votants     | 3 266 | 43,84  |    |   |  |  |
| Blancs                                        | Blancs          | Blancs      | 29    | 0,89   |    |   |  |  |
| Nuls                                          | Nuls            | Nuls        | 47    | 1,44   |    |   |  |  |
| Exprimés                                      | Exprimés        | Exprimés    | 3 190 | 97,67  |    |   |  |  |

### Saint-Florent-sur-Cher
- Maire sortant : Roger Jacquet (PCF), ne se représente pas
- 29 sièges à pourvoir au conseil municipal (population légale 2017 : 6 537 habitants)
- 14 sièges à pourvoir au conseil communautaire (CC FerCher - Pays Florentais)

| Tête de liste                            | Tête de liste            | Liste                    | Premier tour | Premier tour | Second tour | Second tour | Sièges | Sièges |
| Tête de liste                            | Tête de liste            | Liste                    | Voix         | %            | Voix        | %           | CM     | CC     |
| ---------------------------------------- | ------------------------ | ------------------------ | ------------ | ------------ | ----------- | ----------- | ------ | ------ |
|                                          | Nicole Progin            | DVD                      | 849          | 42,32        | 1081        | 54,78       | 23     | 11     |
| Nouvel essor                             |                          |                          | 849          | 42,32        | 1081        | 54,78       | 23     | 11     |
|                                          | Anne-Marie Débois        | DVG                      | 577          | 28,76        | 761         | 38,57       | 5      | 3      |
| Unis pour Saint-Florent                  |                          |                          | 577          | 28,76        | 761         | 38,57       | 5      | 3      |
|                                          | Claude Morineau          | PCF                      | 323          | 16,10        |             |             |        |        |
| Saint-Florent-sur-Cher la ville ensemble |                          |                          | 323          | 16,10        |             |             |        |        |
|                                          | Jacques Lambert          | PS                       | 257          | 12,81        | 131         | 6,63        | 1      | 0      |
| Saint-Florent en mouvement               |                          |                          | 257          | 12,81        | 131         | 6,63        | 1      | 0      |
|                                          |                          |                          |              |              |             |             |        |        |
| Votes valides                            | Votes valides            | Votes valides            | 2 006        | 96,03        |             |             |        |        |
| Votes blancs                             | Votes blancs             | Votes blancs             | 38           | 1,82         |             |             |        |        |
| Votes nuls                               | Votes nuls               | Votes nuls               | 45           | 2,15         |             |             |        |        |
| Total                                    | Total                    | Total                    | 2 089        | 100          |             | 100         | 29     | 14     |
| Abstention                               | Abstention               | Abstention               | 2 792        | 57,20        |             |             |        |        |
| Inscrits / participation                 | Inscrits / participation | Inscrits / participation | 4 881        | 42,80        |             |             |        |        |

### Saint-Germain-du-Puy
- Maire sortante : Marie-Christine Baudouin (PCF)
- 29 sièges à pourvoir au conseil municipal (population légale 2017 : 5 085 habitants)
- 4 sièges à pourvoir au conseil communautaire (CA Bourges Plus)

|                        | Marie-Christine Baudouin | PCF         | 934   | 100,00 | 29 | 4 |  |  |
| Saint-Germain ensemble |                          |             | 934   | 100,00 | 29 | 4 |  |  |
|                        |                          |             |       |        |    |   |  |  |
| Inscrits               | Inscrits                 | Inscrits    | 3 726 | 100,00 |    |   |  |  |
| Abstentions            | Abstentions              | Abstentions | 2 580 | 69,24  |    |   |  |  |
| Votants                | Votants                  | Votants     | 1 146 | 30,76  |    |   |  |  |
| Blancs                 | Blancs                   | Blancs      | 94    | 8,20   |    |   |  |  |
| Nuls                   | Nuls                     | Nuls        | 118   | 10,30  |    |   |  |  |
| Exprimés               | Exprimés                 | Exprimés    | 934   | 81,50  |    |   |  |  |

### Saint-Martin-d'Auxigny
- Maire sortant : Fabrice Chollet (DVD)
- 19 sièges à pourvoir au conseil municipal (population légale 2017 : 2 397 habitants)
- 4 sièges à pourvoir au conseil communautaire (CC Terres du Haut Berry)

|                       | Fabrice Chollet | DVD         | 525   | 100,00 | 19 | 4 |  |  |
| Poursuivre et innover |                 |             | 525   | 100,00 | 19 | 4 |  |  |
|                       |                 |             |       |        |    |   |  |  |
| Inscrits              | Inscrits        | Inscrits    | 1 673 | 100,00 |    |   |  |  |
| Abstentions           | Abstentions     | Abstentions | 1 081 | 64,61  |    |   |  |  |
| Votants               | Votants         | Votants     | 592   | 35,39  |    |   |  |  |
| Blancs                | Blancs          | Blancs      | 15    | 2,53   |    |   |  |  |
| Nuls                  | Nuls            | Nuls        | 52    | 8,78   |    |   |  |  |
| Exprimés              | Exprimés        | Exprimés    | 525   | 88,68  |    |   |  |  |

### Sancoins
- Maire sortant : Pierre Guiblin (DVG)
- 23 sièges à pourvoir au conseil municipal (population légale 2017 : 3 080 habitants)
- 13 sièges à pourvoir au conseil communautaire (CC Les Trois Provinces)

|                                 | Pierre Guiblin | DVG         | 661   | 100,00 | 23 | 13 |  |  |
| Continuons d'agir pour Sancoins |                |             | 661   | 100,00 | 23 | 13 |  |  |
|                                 |                |             |       |        |    |    |  |  |
| Inscrits                        | Inscrits       | Inscrits    | 2 140 | 100,00 |    |    |  |  |
| Abstentions                     | Abstentions    | Abstentions | 1 382 | 64,58  |    |    |  |  |
| Votants                         | Votants        | Votants     | 758   | 35,42  |    |    |  |  |
| Blancs                          | Blancs         | Blancs      | 31    | 4,09   |    |    |  |  |
| Nuls                            | Nuls           | Nuls        | 66    | 8,71   |    |    |  |  |
| Exprimés                        | Exprimés       | Exprimés    | 661   | 87,20  |    |    |  |  |

### Trouy
- Maire sortant : Gérard Santosuosso (PRG), ne se représente pas
- 27 sièges à pourvoir au conseil municipal (population légale 2017 : 3 959 habitants)
- 3 sièges à pourvoir au conseil communautaire (CA Bourges Plus)

|                                    | Franck Breteau      | DVG         | 1 111 | 67,90  | 23 | 3 |  |  |
| Trouy à cœur                       |                     |             | 1 111 | 67,90  | 23 | 3 |  |  |
|                                    | Philippe Le Louarne | DVG         | 272   | 16,62  | 2  | 0 |  |  |
| Trouy ensemble                     |                     |             | 272   | 16,62  | 2  | 0 |  |  |
|                                    | Philippe Moutaud    | DVG         | 253   | 15,46  | 2  | 0 |  |  |
| Pour Trouy : partageons l'avenir ! |                     |             | 253   | 15,46  | 2  | 0 |  |  |
|                                    |                     |             |       |        |    |   |  |  |
| Inscrits                           | Inscrits            | Inscrits    | 3 321 | 100,00 |    |   |  |  |
| Abstentions                        | Abstentions         | Abstentions | 1 634 | 49,20  |    |   |  |  |
| Votants                            | Votants             | Votants     | 1 687 | 50,80  |    |   |  |  |
| Blancs                             | Blancs              | Blancs      | 14    | 0,83   |    |   |  |  |
| Nuls                               | Nuls                | Nuls        | 37    | 2,19   |    |   |  |  |
| Exprimés                           | Exprimés            | Exprimés    | 1 636 | 96,98  |    |   |  |  |

### Vierzon
- Maire sortant : Nicolas Sansu (PCF)
- 35 sièges à pourvoir au conseil municipal (population légale 2017 : 25 903 habitants)
- 24 sièges à pourvoir au conseil communautaire (CC Vierzon-Sologne-Berry)

|                                                          | Nicolas Sansu      | PCF         | 3 591  | 50,18  | 27 | 19 |  |  |
| Vierzon notre passion commune                            |                    |             | 3 591  | 50,18  | 27 | 19 |  |  |
|                                                          | Christophe Doré    | DVD         | 2 795  | 39,05  | 7  | 5  |  |  |
| Christophe Doré Vierzon 2020                             |                    |             | 2 795  | 39,05  | 7  | 5  |  |  |
|                                                          | Mary-Claude Grison | MoDem       | 470    | 6,56   | 1  | 0  |  |  |
| Pour les Vierzonnais                                     |                    |             | 470    | 6,56   | 1  | 0  |  |  |
|                                                          | Régis Robin        | LO          | 300    | 4,19   | 0  | 0  |  |  |
| Lutte ouvrière - Faire entendre le camp des travailleurs |                    |             | 300    | 4,19   | 0  | 0  |  |  |
|                                                          |                    |             |        |        |    |    |  |  |
| Inscrits                                                 | Inscrits           | Inscrits    | 18 046 | 100,00 |    |    |  |  |
| Abstentions                                              | Abstentions        | Abstentions | 10 626 | 58,88  |    |    |  |  |
| Votants                                                  | Votants            | Votants     | 7 420  | 41,12  |    |    |  |  |
| Blancs                                                   | Blancs             | Blancs      | 123    | 1,66   |    |    |  |  |
| Nuls                                                     | Nuls               | Nuls        | 141    | 1,90   |    |    |  |  |
| Exprimés                                                 | Exprimés           | Exprimés    | 7 156  | 96,44  |    |    |  |  |

### Vignoux-sur-Barangeon
- Maire sortant : Philippe Bulteau (SE)
- 19 sièges à pourvoir au conseil municipal (population légale 2017 : 2 119 habitants)
- 4 sièges à pourvoir au conseil communautaire (CC Vierzon-Sologne-Berry)

|                  | Philippe Bulteau | SE          | 478   | 59,08  | 15 | 3 |  |  |
| 100% Vignoux     |                  |             | 478   | 59,08  | 15 | 3 |  |  |
|                  | Corinne Torchy   | SE          | 331   | 40,91  | 4  | 1 |  |  |
| Réunis pour vous |                  |             | 331   | 40,91  | 4  | 1 |  |  |
|                  |                  |             |       |        |    |   |  |  |
| Inscrits         | Inscrits         | Inscrits    | 1 641 | 100,00 |    |   |  |  |
| Abstentions      | Abstentions      | Abstentions | 797   | 48,57  |    |   |  |  |
| Votants          | Votants          | Votants     | 844   | 51,43  |    |   |  |  |
| Blancs           | Blancs           | Blancs      | 11    | 1,30   |    |   |  |  |
| Nuls             | Nuls             | Nuls        | 24    | 2,84   |    |   |  |  |
| Exprimés         | Exprimés         | Exprimés    | 809   | 95,85  |    |   |  |  |